# Click
Click és una pel·lícula de comèdia dramàtica i ciència-ficció del 2006 dirigida per Frank Coraci i protagonitzada per Adam Sandler, Kate Beckinsale i Christopher Walken.

## Argument
En Michael Newman (Adam Sandler) és un arquitecte casat amb la Donna (Kate Beckinsale) i pare de dos fills, Benjamin (Ben) i Samantha. El desig d'en Michael és progressar en la seva feina i poder tenir temps per a la seva família, però sovint és manipulat i utilitzat pel seu prepotent cap, el senyor Ammer (David Hasselhoff). En moltes ocasions en Michael acaba sacrificant el temps amb la família per treballar i poder donar als seus fills les comoditats que ell mai no va tenir. Una nit, en Michael perd la paciència quan no troba el comandament a distància que necessita i se'n va a buscar-ne un d'universal a una botiga. Aquí troba un venedor misteriós anomenat Morty (Christopher Walken), qui li regala un comandament universal que no pot ser tornat.
En Michael aviat queda sorprès quan s'adona que amb el comandament pot controlar la realitat, sobretot el temps. El fa servir al començament per evitar les baralles amb la Donna i per avançar refredats i altres incomoditats de la vida quotidiana. Tants són els moments que avança que arriba un moment que el comandament s'autoactiva en "pilot automàtic", i en Michael perd el control sobre el temps de la seva pròpia vida.

## Repartiment
- Adam Sandler
- Kate Beckinsale
- Christopher Walken
- David Hasselhoff
- Henry Winkler
- Julie Kavner
- Sean Astin
- Jennifer Coolidge
- Sophie Monk
- Joseph Castanon
- Jonah Hill
- Jake Hoffman
- Tatum McCann
- Lorraine Nicholson
- Katie Cassidy
- Cameron Monaghan
- Rachel Dratch
- Jana Kramer
- Carolyn Hennesy
- Sid Ganis
- Emilio Cast
- Michelle Lombardo
- Nick Swardson
- James Earl Jones
- Terry Crews

## Premis i nominacions

### Nominacions
- 2007: Oscar al millor maquillatge per Kazuhiro Tsuji i Bill Corso